# 光市営バス
光市営バス（ひかりしえいバス）は、山口県光市のコミュニティバスである。

## 概要
2004年（平成16年）10月4日、旧光市と旧熊毛郡大和町との合併に伴い、旧大和町で防長交通の廃止代替バスとして1985年（昭和60年）から運行していた「大和町営バス」を引き継ぐ形で運行を開始。当初は、旧大和町から旧光市に一部路線を延長したのみだったが、2006年（平成18年）10月1日に路線やダイヤの見直し、均一運賃・フリー乗降制の導入等の大幅な改正を行った。運行は有限会社大和タクシーに委託している。

## 現行路線
JR山陽本線岩田駅及び光市立大和総合病院を起点・終点に、旧大和町内を巡回する4路線と、旧大和町と光市役所・総合福祉センターあいぱーく光方面を結ぶ1路線の計5路線であり、前者4路線は各1日6便、後者の市役所線は1日5便運行している。
なお、全路線でフリー乗降が可能であるが、安全確保のため、交差点やカーブ、見通しの悪い場所や狭い場所でのフリー乗降は不可となっている。
詳細な運行案内は、外部リンクの「光市営バス時刻表」を参照。
塩田線（しおたせん）
- 岩田駅前 - 大和病院前 - 海田 - 周地 - 源城 -須賀社 - 小倉 - 十王 - 佐田下 - 佐田中 - 佐田上

岩田・三輪線（いわた・みわせん）
- 岩田駅前 → 三輪小前 → 宇立 → 西八幡 → 中岩田 → 末常 → 岩田駅前 → 大和病院前

城南原線（じょうなんばらせん）
- 大和病院前 → 岩田駅前 → 城南原 → 市 → 水源地前 → 岩田駅前 → 大和病院前

束荷線（つかりせん）
- 大和病院前 → 岩田駅前 → 末常 → 慶見 → 小原橋 → 伊藤公記念公園 → 黒杭 → 横尾 → 束荷公民館前 → 新市 → 稲葉 → 源城 → 周地 → 海田 → 岩田駅前 → 大和病院前

市役所線（しやくしょせん）
- 大和病院前 - 岩田駅前 - 三輪小前 - 宇立 - 西八幡 - 上岩田口 - 石田 - 鮎帰 - 光スポーツ公園前（→ 光高前 → / ← 戸仲北 ← あいぱーく光前 ←）光市役所前

## 運賃

### 普通運賃
1乗車200円（小学生以下100円）の均一運賃（路線間の乗り継ぎも可）
※障害者手帳・療育手帳・精神障害者保健福祉手帳の所持者は半額。
※保護者と同伴する幼児（小学生未満）1名は無料。

### 回数乗車券
- 200円の11枚綴り（発売額：2,000円）
- 100円の11枚綴り（発売額：1,000円）

### 定期乗車券
- 通学定期券 - 1か月7,200円、3か月20,520円
- 普通定期券 - 1か月8,400円、3か月23,940円

## 車両
三菱ふそう・ローザ（24人乗り）を使用（旧・大和町営バスから引継）。